# Манчестер (Коннектикут)
Манчестер (англ. Manchester) — місто (англ. town) в США, в окрузі Гартфорд штату Коннектикут. Населення — 59 713 особи (2020).

## Демографія
Згідно з переписом 2010 року, у місті мешкала 58 241 особа в 24 689 домогосподарствах у складі 14 792 родин. Було 25996 помешкань
Расовий склад населення:
| - 71,4 % — білих - 12,3 % — чорних або афроамериканців - 7,9 % — азіатів - 0,3 % — корінних американців - 4,6 % — осіб інших рас |

До двох чи більше рас належало 3,4 %. Частка іспаномовних становила 12,0 % від усіх жителів.
За віковим діапазоном населення розподілялося таким чином: 21,0 % — особи молодші 18 років, 65,9 % — особи у віці 18—64 років, 13,1 % — особи у віці 65 років та старші. Медіана віку мешканця становила 36,9 року. На 100 осіб жіночої статі у місті припадало 92,5 чоловіків;  на 100 жінок у віці від 18 років та старших — 89,2 чоловіків також старших 18 років.
Середній дохід на одне домашнє господарство  становив 81 768 доларів США (медіана — 67 325), а середній дохід на одну сім'ю — 94 054 долари (медіана — 80 573). Медіана доходів становила 61 137 доларів для чоловіків та 49 014 долари для жінок. За межею бідності перебувало 11,1 % осіб, у тому числі 15,8 % дітей у віці до 18 років та 6,1 % осіб у віці 65 років та старших.
Цивільне працевлаштоване населення становило 30 275 осіб. Основні галузі зайнятості: освіта, охорона здоров'я та соціальна допомога — 25,5 %, науковці, спеціалісти, менеджери — 15,0 %, роздрібна торгівля — 11,1 %, виробництво — 10,4 %.